# Timothé Le Boucher
Timothé Le Boucher (nacido el 25 de octubre de 1988) es un historietista francés.

## Estudios e influencias
Estudió en la Escuela Europea Superior de la Imagen de Angulema, donde realizó un máster en historieta y obtuvo también un diploma nacional superior de expresión plástica (DNSEP). Ya de estudiante, participaba en los foros de la editorial Manolosanctis y presentaba viñetas y diseños de historietas. En agosto de 2010, esta editorial le ofreció publicar un álbum y Le Boucher presentó tres propuestas de guion, entre las que estaba Skins Party, que se convirtió en su primera publicación.
Le Boucher ha afirmado que se inspira en los códigos del manga para caracterizar a sus personajes, con la intención de que sean fácilmente distinguibles. Dentro del manga, los críticos han señalado la influencia sobre Le Boucher de autores como Naoki Urasawa. También, según el propio autor, le han influido los dibujantes europeos, como Bastien Vivès y Frederik Peeters.
En 2014, tras terminar sus estudios en Angulema, se instaló en Estrasburgo.

## Publicaciones
La editorial Manolosanctis publicó en 2011 Skins Party. Tanto el guion como el dibujo y el color estuvieron a cargo de Le Boucher. En aquel entonces, el autor todavía era un estudiante y estaba cursando el tercer año de la Escuela Europea Superior de la Imagen. El cómic narra una velada entre amigos que deriva en un descenso a los infiernos. El libro fue elegido en la selección oficial de la edición de 2012 del Festival de Angulema, pero la editorial entró en suspensión de pagos y anuló su participación en el festival.
Después publicó Vivre dessous, obra colectiva publicada en Manolosanctis (2011) y Les Vestiaires (La Boîte à bulles, 2014). Este último álbum (con guión, dibujo y color de Le Boucher) es una violenta historia cuyos protagonistas son estudiantes universitarios. 

### Esos días que desaparecen
En 2017 publicó la historieta de género fantástico Esos días que desaparecen (Glénat, 2017), que trata sobre un acróbata con problemas psicológicos, que vive escindido en dos personalidades que desarrolla en días alternos. El argumento se le ocurrió cuando, tras terminar sus estudios, se tuvo que plantear si dedicarse al cómic o si debía buscar otra profesión con ingresos más seguros. En pocos días desarrolló todo el guión. El libro vendió más de 60.000 ejemplares y en 2018, en el Festival de Angulema, recibió el Premio de los Libreros. La prensa anunció que Jonathan Barré se proponía adaptar la historieta al cine, pero este proyecto finalmente no se realizó.

### El paciente
En 2019 publicó El paciente (Glénat), una obra de suspense psicológico de aire hitchcockiano y con influencia del manga Monster de Naoki Urasawa. El paciente trata sobre un joven, único superviviente de un brutal atentado, que pasa seis años en coma y despierta en el hospital donde está ingresado. Esta obra quedó finalista de los premios de historieta de la Fnac de Francia (2019).

### 47 cuerdas
En 2021 Le Boucher publicó 47 cuerdas, primera parte de una historia que está previsto que ocupe dos volúmenes en la que se cuenta la historia de un joven arpista que se relaciona con una mujer que (sin que él lo sepa) tiene la capacidad de cambiar a su antojo de apariencia y de adoptar la de otras personas.

## Publicaciones en revistas
Publicó historietas en la revista Topo (n.º 3, enero de 2017, y n.º 7, agosto de 2017).

## Obras

### Como ilustrador
- Jo, champion de foot. Guión: Sylvain Zorzin, Editorial Bayard
  - Bienvenue au Club ! (2018)
  - Une nouvelle vie (2018)
  - Tous au stade de France (2019)
  - Un rêve menacé (2018)
  - Les filles contre-attaquent (2018)
  - Objectif Collège foot (2021)
  - Un nouveau défi (2021)
  - Le Premier Duel (2021)
  - Le Tournoi d'hiver (2021)

### Guionista e ilustrador
- Skins Party. Guión, dibujo y color: Timothé Le Coucher. Manolosanctis, colección Gomorrhe, 2011. ISBN 978-2-359-76017-0
- Vivre dessous. Guión: Thomas Cadène; dibujo: Maud Begon, Timothé Le Boucher, Joseph Safieddine, Terreur Graphique, Wouzit, etc. Manolosanctis, colección Agora, 2011 ISBN 978-2-359-76070-5
- Les Vestiaires. Guión, dibujo y color: Timothé Le Coucher. La Boîte à bulles, colección Hors Champ, 2014. ISBN 978-2-84953-201-0
- Ces jours qui disparaissent. Guión, dibujo y color: Timothé Le Coucher. Glénat, colección 1000 Feuilles, 2017. ISBN 978-2-344-01332-8
  - Edición en español: Esos días que desaparecen. Traducción, Fernando Ballesteros. Dibbuks, 2019.[6] ISBN 978-84-17294-48-9
- Le Patient. Guión, dibujo y color: Timothé Le Coucher. Glénat, colección 1000 Feuilles, 2019. ISBN 978-2-344-02807-0
  - Edición en español: El paciente. Traducción: Lorenzo F. Díaz. Nuevo Nueve, 2022.[5]{ ISBN 978-84-19148-24-7
- 47 cordes, primera parte. Guión, dibujo y color: Timothé Le Coucher. Glénat, colección 1000 Feuilles, 2021 ISBN 978-2-344-04205-2
  - Edición en español: 47 cuerdas (vol. 1). Traductor: Lorenzo F. Díaz.[20] ISBN 978-84-19148-35-3

## Premios y reconocimientos
- 2012: Festival de Angulema: selección oficial por Skins Party.
- 2017: Canal BD: Premio de las librerías de historietas por Esos días que desaparecen.[22]
- 2018: PLPACA 2018: Premio literario de la Provenza-Alpes-Costa Azul pour Esos días que desaparecen.[23]
- 2018: Festival de Angulema: selección oficial por Esos días que desaparecen.

## Adaptación audiovisual
La historieta El paciente fue adaptada con el mismo título para la televisión por Christophe Charrier en 2022.